# Kanton Sainte-Sigolène
Kanton Sainte-Sigolène (fr. Canton de Sainte-Sigolène) je francouzský kanton v departementu Haute-Loire v regionu Auvergne. Tvoří ho tři obce.

## Obce kantonu
- Saint-Pal-de-Mons
- Sainte-Sigolène
- Les Villettes